# Janneke Verheijen
Janneke Verheijen (Veldhoven, 8 februari 2003) is een voetbalspeelster uit Nederland.
Ze speelt als middenvelder voor Excelsior in de Vrouwen Eredivisie.

## Clubcarrière
In maart 2021 maakte Verheijen haar debuut in de Vrouwen Eredivisie in de wedstrijd tegen FC Twente. In mei 2025 maakte PSV bekend dat het aflopende contract van Verheijen niet werd verlengd en ze na het seizoen 2024/25 afscheid nam van de club uit Eindhoven. Ze koos voor een overstap naar Excelsior, waar ze weer meer speelminuten hoopte te maken.

## Statistieken
| Seizoen | Club      | Land      | Competitie         | Wedstrijden | Doelpunten |
| ------- | --------- | --------- | ------------------ | ----------- | ---------- |
| 2020/21 | PSV       | Nederland | Vrouwen Eredivisie | 2           | 0          |
| 2021/22 | PSV       | Nederland | Vrouwen Eredivisie | 8           | 1          |
| 2022/23 | PSV       | Nederland | Vrouwen Eredivisie | 4           | 0          |
| 2023/24 | PSV       | Nederland | Vrouwen Eredivisie | 2           | 0          |
| 2024/25 | PSV       | Nederland | Vrouwen Eredivisie | 0           | 0          |
| 2025/26 | Excelsior | Nederland | Vrouwen Eredivisie | 0           | 0          |
| Totaal  | Totaal    | Totaal    | Totaal             | 16          | 1          |

Bijgewerkt t/m 9 juli 2025.

## Interlandcarrière
Verheijen speelde voor Nederland O15, O16 en O17.
1 Van der Klooster ·
2 De With ·
3 Westerink ·
4 Helderman ·
5 Van Goch ·
6 Goretkiová ·
7 Breewel ·
8 Van Spijk ·
9 Ellouzi ·
10 Hendriks ·
11 Martina ·
12 De Raaff ·
16 Lammers ·
17 Vrij ·
18 Van Houwelingen ·
19 De Jong ·
20 Frankena ·
22 Homan ·
23 De Ridder ·
24 Pereira ·
25 Mollink ·
29 Lont ·
43 Hardiek ·
Coach: Kreugel
· Assistent-coach: Brummel